# Mohammed Ibrahim Suleiman
Mohammed Ibrahim Suleiman  (* 7. Juni 1946) ist ein ägyptischer Politiker.

## Leben
Mohammed Ibrahim Suleiman wurde zum Doktor der Ingenieurwissenschaften promoviert. Seit 1980 hat er eine Professur an der Ain Shams University.
Suleiman sitzt im Vorstand der Ständevertretung der ägyptischen Bauingenieure, ist Generalsekretär der Gesellschaft der kanadischen Ingenieure im Nahen Osten und Mitglied der Egyptian-Canadian Friendship Society. Suleiman ist verheiratet, hat zwei Töchter und einen Sohn.
Er trat im Oktober 1993 in die Regierung von Atif Muhammad Nagib Sidqi als Staatssekretär für Wohnungswesen ein; 1996, im ersten Kabinett el-Ganzuri, wurde sein Posten zum Ministeramt aufgewertet, das er im Kabinett Abaid auch weiterhin bekleidete.
Am 27. August 2007 wurde ihm vor einem parlamentarischen Untersuchungsausschuss die Frage gestellt, wann seine Frau und seine minderjährigen Kinder vier Grundstücke mit im insgesamt etwa einem Hektar Land in einem Vorort von Kairo und drei Villen in Marina el-Alamein erworben haben. Er bekundete, dass er sein Vermögen schon vor dem Eintritt in die Regierung gehabt hätte. Artikel 158 der ägyptischen Verfassung untersagt Regierungsmitgliedern den Erwerb von und den Handel mit Gütern aus Staatseigentum.
Am 18. Mai 2011 ist Anklage gegen den ehemaligen Wohnungsbauminister erhoben worden.
Ägyptens Generalstaatsanwalt hat den ehemaligen Minister Suleiman und vier seiner Stellvertreter wegen Veruntreuung öffentlicher Gelder angeklagt. Mit Suleiman wird mittlerweile der zweite Wohnungsbauminister von der Justiz zur Verantwortung gezogen. (Zuvor war schon Ahmed al-Maghrabi, Wohnungsbauminister im ehemaligen Kabinett Nazif, wegen illegaler Grundstück-Deals angeklagt worden). In seiner Zeit als Wohnungsbauminister von 1996 bis 2005 soll Suleiman mehrere fragwürdige Grundstück-Deals mit Bau-/Immobilienunternehmen abgewickelt haben. So soll er u. a. SODIC, Ägyptens drittgrößtem Bauunternehmen, staatseigene Landflächen zu einem Preis überlassen haben, der weit unterhalb des Marktwertes lag.  In diesem Zusammenhang wird auch Magdy Hussein Rasekh, ehemaliger Vorstandsvorsitzender von SODIC und Schwiegervater von Alaa Mubarak angeklagt. Die Untersuchungen hätten gezeigt, dass Suleiman und seine mitangeklagten Stellvertreter es Rasekh ermöglicht hätten, illegale Profite in Höhe von LE 907 Mill. (= 114,6 Mill. Euro) einzustreichen.